# Дубровка (Зеленодольський район)
Дубро́вка (тат. Дубровка, рос. Дубровка) — селище в Зеленодольському районі Республіки Татарстан (Росія). Входить до складу Новопольського сільського поселення. Населення складають росіяни.
Розташоване за 20 км на схід від районного міста Зеленодольськ. Найближчі населені пункти — селища Красницький та Орєховка, розташовані за 1 км на північний захід та південний схід відповідно. Крім того, до південної околиці цього населеного пункту впритул прилягає закрите дачне селище Загородний Клуб, яке іноді розглядають як частину Дубровки. Дачне селище забудоване котеджами заможних жителів Казані, від основної частини Дубровки його відділяє автомагістраль Казань — Нижній Новгород (А295). Історична (відкрита) частина Дубровки має тільки одну дорогу — вулицю Дружби, уздовж якої зорієнтована уся забудова. Інфраструктура селища включає продовольчий магазин, ресторан і автобусну зупинку, розташовані на узбіччі автошляху.

## Історія
Селище засноване у 1920-х роках. Спочатку входило до Арського кантону Татарської АРСР, надалі неодноразово міняло адміністративне підпорядкування: з 1 серпня 1927 року належало до Казанського, з 4 серпня 1938 року — до Юдинського району, з 16 липня 1958 року і дотепер — у складі Зеленодольського району.